# APA Corporation
APA Corporation ou Apache Corporation (NYSE : APA) est une compagnie pétrolière américaine qui exploite des gisements de pétrole et de gaz naturel dans plusieurs pays : États-Unis, Argentine, Australie, Canada, Égypte et Royaume-Uni (en mer du Nord). Son siège social est situé à Houston au Texas.
Ses réserves prouvées à la fin de 2009 s'élevaient à environ 2,37 milliards équivalent barils de pétrole (moitié pétrole, moitié gaz naturel).

## Histoire
Elle a été fondée en 1954 par Truman Anderson, Raymond Plank et Charles Arnao.
En juillet 2010, à la suite de la marée noire causée par l'explosion de la plate-forme pétrolière Deepwater Horizon, elle a acquis une partie des activités de BP pour la somme de 7 milliards de dollars.
En juin 2013, elle est responsable du plus important déversement de produits toxiques, 9,5 millions de litres, dans une forêt vierge au Nord du Canada. La catastrophe a détruit plus de 42 hectares de forêt.
En janvier 2024, APA annonce l'acquisition de Callon Petroleum, présente dans le bassin permien, pour 4,5 milliards de dollars.

## Actionnaires
Liste des principaux actionnaires au 5 novembre 2019.
| Dodge & Cox                         | 14,8% |
| The Vanguard Group                  | 11,2% |
| Davis Selected Advisers             | 6,12% |
| SSgA Funds Management               | 5,16% |
| Harris Associates                   | 5,12% |
| Baillie Gifford                     | 4,90% |
| Hotchkis & Wiley Capital Management | 4,12% |
| Orbis Investment Management         | 3,45% |
| Templeton Global Advisors           | 3,24% |
| BlackRock Fund Advisors             | 2,72% |